# Avitus
Eparchius Avitus (kolem 385 nebo 395 – 457) byl západořímský císař vládnoucí od 9. nebo 10. července 455 do 17. nebo 18. října 456.
Tento galorománský aristokrat a senátor absolvoval úspěšnou kariéru, během níž zastával civilní i vojenské posty. Avitus udržoval úzké kontakty s Vizigóty, římskými federáty sídlícími v jihozápadní Galii. V roce 451 je jako Aetiův vyslanec přesvědčil, aby společně s Římany čelili vpádu hunského krále Attily do Galie. Poté, co Vandalové v roce 455 vyplenili Řím, byl s pomocí Vizigótů dosazen za císaře. Když Vizigóti vytáhli v dalším roce do Hispánie, italské vojsko pod velením Ricimera a Maioriana se vzbouřilo a Avita porazilo. Avitus byl následně přinucen stát se biskupem v Placentii. Jeho nástupcem se po několika měsících stal Maiorianus.

## Život

### Původ a počátky kariéry
Avitus se narodil v galském městě Arvernis (dnešní Clermont) v rodině náležející ke galorománské aristokracii. Jeho otcem byl pravděpodobně Flavius Julius Agricola, konzul v roce 421. Avitus měl dva syny, Agricolu a Ecdicia Avita, který dosáhl vysokých hodností za Julia Nepota, a dceru Papianillu. Dopisy a panegyriky jejího manžela Sidonia Apollinara představují důležitý pramen pro období Avitovy vlády.
Avitovi se dostalo klasického vzdělání, včetně studií práva, běžného u mladého muže jeho společenského postavení. Někdy před rokem 421 byl vyslán k mocnému patriciovi a generálovi Flaviu Constantiovi se žádostí o zmírnění daňové zátěže pro rodný kraj Auvergne. Jeho příbuzný Theodorus pobýval jako rukojmí na dvoře vizigótského krále Theodoricha I. v Tolose (Toulouse). V roce 425 nebo 426 Avitus zavítal na králův dvůr a setkal se zde s příbuzným i se samotným Theodorichem. Okolo roku 439 navázal kontakty s královým synem, pozdějším Theodorichem II., jehož podnítil ke studiu děl latinských básníků.
Avitus prodělal pozoruhodnou kariéru, v jejímž průběhu vykonával četné významné civilní úřady a také vojenské hodnosti. Svoji vojenskou dráhu započal službou pod generálem (magister militum) Aetiem při jeho tažení proti Juthungům a vzbouřeným obyvatelům Norika v letech 430 až 431. Účastnil se rovněž Aetiova tažení proti Burgundům v roce 436. Poté, co dosáhl nejvyššího senátorského stavu vir illustris, roku 437 se vrátil do Arvernis a působil patrně jako magister militum per Gallias. V témže roce porazil skupinu hunských nájezdníků pustošících Auvergne a přinutil Theodoricha I. upustit od obléhání města Narbo (Narbonne). Nejspíše v letech 439 až 440 zastával úřad pretoriánského prefekta Galie a v této funkci vyjednával o uzavření míru s Vizigóty po Litoriově porážce. Pak se stáhl z veřejného života na svůj statek Avitacum, nalézající se poblíž Arvernis. Zde žil jako soukromník až do roku 451, kdy Hunové vedení Attilou napadli západořímskou říši. Avitus tehdy díky svým stykům s Vizigóty přesvědčil Theodoricha I., aby vstoupil do aliance s Aetiem. Jejich spojené síly následně zastavily Attilu v bitvě na Katalaunských polích, v níž Theodorich přišel o život.

### Získání trůnu

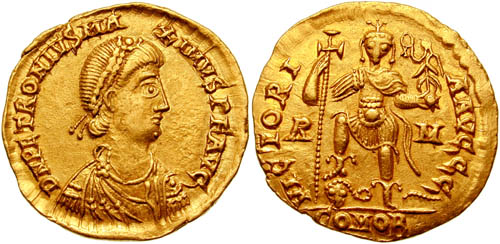
Solidus s vyobrazením Petronia Maxima, Avitova předchůdce

Na jaře 455 císař Petronius Maximus, jenž se krátce před tím domohl vlády v důsledku zavraždění Aetia a Valentiniana III., ustavil Avita do hodnosti magister militum per Gallias. Maximus ho vzápětí vyslal jako vyslance na dvůr Theodoricha II. v Tolose. Toto poselstvo zřejmě potvrdilo status Vizigótů jako spojenců (foederati) říše a požádalo je o podporu pro nového císaře. Zatímco se Avitus zdržoval na Theodorichově dvoře, dorazila tam zpráva o smrti Petronia Maxima a o vyplenění Říma Vandaly v čele s králem Geiserichem. Podle Sidonia Apollinara se Theodorich chopil nabízející se příležitosti a vybídl Avita, aby se ujal trůnu. Nato Avitus v doprovodu vizigótského krále vstoupil do Arelate (Arles). 9. či 10. července 455 předáci sedmi jižních galských provincií, zasedající ve Viernu, nedaleko Arelate, prohlásili Avita za císaře. Zhruba o měsíc později ho akceptoval i římský senát.
Avitus strávil v Galii asi tři měsíce, aby se připravil k výpravě do Říma, přičemž se opíral především o Vizigóty. Poté se shromážděným vojskem posíleným o gótské oddíly vytáhl do Itálie. Postupoval pravděpodobně přes Noricum, v němž upevnil císařskou autoritu, a prošel Ravennou. Zde zanechal gótské vojáky pod velením Vizigóta Remista, jehož ustavil do hodnosti patricius a magister militum. 21. září 455 dorazil do Říma.

### Vláda
Podpora Vizigótů sice dopomohla Avitovi k trůnu, avšak jeho udržení záviselo na postoji ostatních mocenských činitelů ovlivňujících politiku západořímské říše. Avitus si potřeboval zajistit náklonnost nebo alespoň neutralitu východořímského císaře Marciana, italského vojska a jeho velitelů Ricimera a Maioriana, italských senátorů a v neposlední řadě Geiserichových Vandalů.
Brzy po uchopení moci se Avitus snažil dosáhnout uznání ze strany Konstantinopole a za tímto účelem vyslal poselstvo k Marcianovi. Hydatius poznamenává, že oba panovníci vládli ve vzájemném souladu. Vztahy mezi Východem a Západem se přesto vyznačovaly zjevným napětím. V souladu s ustálenými zvyklostmi měly obě poloviny říše nominovat shodně po jednom z dvojice konzulů pro nadcházející rok. V rozporu s tím byli pro rok 456 ustaveni dva východní konzulové, třebaže na Západě nastoupil tento úřad taktéž Avitus. Chybějící shoda v osobách konzulů naznačuje nepříznivý postoj východního dvora, ačkoli k úplné roztržce, tedy prohlášení Avita za uzurpátora, nedošlo.
Historik Priskos uvádí, že po vyplenění Říma Vandaly se Marcianus prostřednictvím diplomacie pokusil přimět Geisericha k tomu, aby zanechal útoků proti Itálii. Obdobně Avitus nabádal vandalského krále k dodržování smlouvy uzavřené v roce 442 s Valentinianem III. Vandalové sice v zimním období přechodně ustali ve svých nájezdech, s počátkem nové sezóny je ale obnovili a v březnu 456 vyplenili Capuu. Avitus proto pověřil Ricimera obranou Sicílie, načež Římané odrazili Vandaly v pozemním střetnutí u Agrigenta a zvítězili nad nimi v námořní bitvě svedené při pobřeží Korsiky.
V Hispánii pokračovali Svébové v napadání římského území pustošením provincie Carthaginensis. Avitus vyslal k jejich králi Rechiarovi komita Frontona a své vyslance k němu poslal rovněž Theodorich. Rechiar obě poselstva propustil a vpadl do Tarraconensis, odkud odvedl velké množství zajatců. V reakci na to Avitus Theodorichovi dovolil, či ho přímo vybídl k tomu, aby s početným vojskem vtrhl do Hispánie. Vizigóti nato Svéby drtivě porazili v bitvě na březích řeky Órbigo, svedené 5. října 456 nedaleko Astorgy. Vítězové následně vtáhli do Gallaecie a vydrancovali Bracaru (Braga), hlavní město Svébů. Rechiar uprchl do Oporta, kde byl Theodorichem dopaden a podobně jako mnoho jeho soukmenovců popraven. Porážka zásadním způsobem podlomila moc Svébů v Hispánii, již zachvátila anarchie.

### Sesazení a smrt

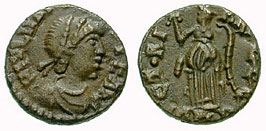
Mince znázorňující Maioriana, jednoho ze strůjců Avitova sesazení

Italové pohlíželi na Avita jako na cizince, dosazeného navíc Vizigóty, a jejich nelibost vůči němu postupem času přerostla v odpor. Avitus si proti sobě popudil italské senátory, už tak rozladěné jeho galským původem, neboť do vysokých státních funkcí i do nižších administrativních funkcí ustavoval výhradně členy galorománské aristokracie. Protože Vandalové ohrožovali námořní trasy, čímž narušili zásobování obilím, obyvatelé Říma trpěli nedostatkem potravin. Lid proto donutil Avita, aby propustil vojsko, které s ním přitáhlo z Galie. Císař současně odeslal pryč také své gótské spojence. Při tom musel přikročit k sejmutí a roztavení bronzových komponentů veřejných staveb, aby je vyplatil. Tím ovšem dále pobouřil městské obyvatelstvo, jež proti němu rozpoutalo povstání.
Velitelé italského vojska, Ricimer a comes domesticorum Maiorianus, povzbuzení nedávnými úspěchy v bojích s Vandaly, využili nepokojů v Římě a otevřeně se vzbouřili proti Avitovi. Jelikož Avitus před tím rozpustil své spojence, rozhodl se opustit Řím a na počátku podzimu 456 se vydal do Galie. Vzbouřenci zabili 17. září 456 v Ravenně Avitova stoupence patricia Remista, jehož pozici zaujal Gal Messianus. Avitus shromáždil veškeré dostupné síly a vtáhl do Placentie (Piacenza), aby se střetl s Ricimerem. V nastalé bitvě, svedené před branami města, došlo k velkému krveprolití v řadách Avitova vojska, jemuž padl za oběť i Messianus. Ricimer 17. nebo 18. října 456 zajal Avita v Placentii, avšak ušetřil jeho život a přinutil ho, aby se nechal vysvětit za biskupa tohoto města.
Galorománi zřejmě uznávali Avita za svého císaře i po jeho sesazení. Sidonius Apollinaris se zmiňuje o neúspěšném pokusu o převrat zorganizovaném v Galii jistým Marcellem, usilujícím pravděpodobně o opětovné nastolení Avita za císaře. Avitus žil nejspíše ještě počátkem roku 457, čemuž nasvědčuje i Hydatiova poznámka o tom, že tento rok představoval třetí rok jeho panování. V líčení okolností jeho úmrtí se antické prameny rozcházejí. Podle Řehoře z Tours byl římským senátem odsouzen smrti, načež se pod záminkou pouti k bazilice svatého Juliana, arvernského mučedníka, pokusil uprchnout do Galie. Během cesty ale zemřel a jeho ostatky byly pohřbeny ve vesnici Brioude u Julianova hrobu. Ioannes z Antiochie klade Avitovu smrt za vinu Maiorianovi, jenž ho měl vyhladovět či zardousit. O několik měsíců později přešla vláda na Maioriana.